# Umbellulifera striata
Umbellulifera striata is een zachte koraalsoort uit de familie Alcyoniidae. De koraalsoort komt uit het geslacht Umbellulifera. Umbellulifera striata werd in 1905 voor het eerst wetenschappelijk beschreven door Thomson & Henderson. 